# Piero Colonna
Piero Colonna (ur. 23 maja 1891 w Rzymie, zm. 24 sierpnia 1939 tamże) – włoski polityk.
Pochodził z linii Paliano-Stigliano rodu Colonna. Jego ojciec Prospero (1858-1937), był senatorem i burmistrzem Rzymu. Braćmi byli Ascanio (1883-1971), minister w Sztokholmie i włoski ambasador w Waszyngtonie oraz Guido, zastępca sekretarza generalnego NATO i ambasadorem Włoch w Oslo.
Studiował ekonomię. Brał udział w I wojnie światowej jako oficer artylerii. Piero Colonna był członkiem Narodowej Partii Faszystowskiej od 1921 roku. Został prezydentem Prowincji Rzym w 1930 roku. Od 15 listopada 1936 roku do śmierci 24 sierpnia 1939 roku pełnił urząd gubernatora Rzymu. Rozpoczął pracę nad budową arterii rzymskiej Via della Conciliazione oraz tworzenia założeń urbanistyczno-architektonicznych pod nazwą Esposizione Universale di Roma
W 1938 roku został odznaczony Wielką Wstęgą Orderu Odrodzenia Polski (wcześniej z trzema innymi osobami gubernatoratu uczynił starania celem ufundowania pomnika Józefa Piłsudskiego w Rzymie).